# Carlos Ibáñez (futebolista)
Carlos Ibáñez (30 de novembro de 1931) foi um futebolista chileno. Ele competiu na Copa do Mundo FIFA de 1950, sediada no Brasil.